# East Killara, New South Wales
East Killara este o suburbie în Sydney, Australia.